# 纳希切万省

纳希切万省（土耳其語：Nahçivan Eyalet），奥斯曼帝国历史上可能存在过的一个省份（Eyalet）。纳希切万（Nahçivan）在1603年首次被记载为贝勒贝伊里克。在1591年的记载中，曾提到“纳希切万和埃里温贝勒贝伊里克”。而学者Donald E. Pitcher推测纳希切万应该从未单独成为一个省份。